# Arabské číslice

Číselný zápis arabských čísel

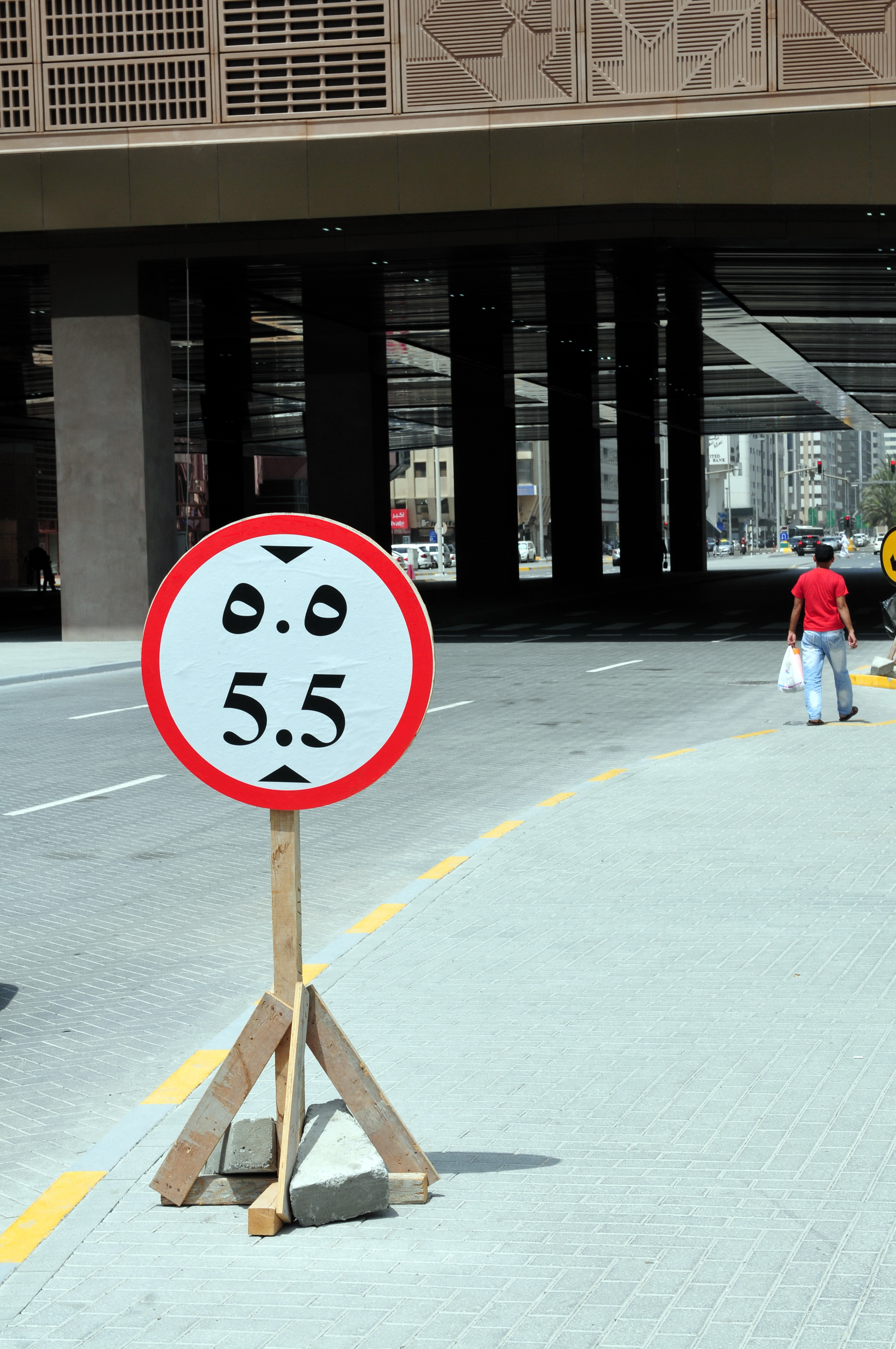
Arabský a evropský tvar číslic na dopravní značce v Abú Zabí

Arabské číslice (výjimečně nazývané hindské číslice, hindsko-arabské číslice nebo indo-arabské číslice) tvoří dnes nejrozšířenější systém symbolického zápisu čísel, používaný také v češtině.
Tento systém tvoří dvě složky: Jednak samotné používání desítkové soustavy, poziční číselné soustavy o základu deset, jednak konkrétní znaky, které se pro reprezentaci číslic používají. V latince, cyrilici, arabském písmu, v moderním hebrejském písmu a v dalších typech písma jsou těmito znaky číslice 0, 1, 2, 3, 4, 5, 6, 7, 8, 9.
Tento systém vychází z hindsko-arabské číselné soustavy a má původ v Indii v období mezi 400 př. n. l. a 400 n. l. Do Evropy se dostal díky arabským matematikům a astronomům (mimo jiné díky knize od Al-Chorezmího), od čehož pochází dnešní označení; o jejich rozšíření se zde zasloužil Leonardo Fibonacci, který je propagoval ve své knize Liber abaci z roku 1202. Evropský tvar číslic se postupně vyvíjel až do dnešní podoby. V arabském světě (kromě severozápadu Maghrebu) se ale pro číslice používají odlišné, tzv. východoarabské znaky: ۰۱۲۳۴۵۶۷۸۹.

## Historie
Číslice od 1 až do 9 se v hindsko-arabské číselné soustavě vyvinuly z číslic písma bráhmí. Buddhistické nápisy zhruba z roku 300 př. n. l. používaly symboly, ze kterých se pak staly číslice 1, 4 a 6. O jedno století později se začaly používat symboly, ze kterých se pak staly číslice 2, 7 a 9.
Perský matematik Al-Chorezmí napsal v arabštině kolem roku 825 knihu „Počítání s indickými číslicemi“ a arabský matematik Alkindus napsal kolem roku 830 čtyřdílnou knihu: „O používání indických číslic“ (Ketab fi Isti´mal al-´Adad al-Hindi). Zejména tato díla měla zásluhu na rozšiřování indického systému číslování na Středním Východě a na Západě. V 10. století středovýchodní matematici rozšířili desítkovou číselnou soustavu tak, aby zahrnovala zlomky, jak zaznamenal syrský matematik Abu'l-Hasan al-Uqlidisi v roce 952–953. Desetinná čárka byla představena Sindem ibn Alim, který předtím také napsal o arabských číslicích pojednání.
Výrazné západoarabské varianty symbolů se začaly objevovat kolem 10. století v Maghrebu a Al-Andalusu. Byly tam objeveny číslice, které jsou přímými předchůdci moderních západních arabských číslic, jež se dnes používají na celém světě.

### Číslice nula
První evropský všeobecně přijímaný nápis obsahující použití 0 pochází z roku 870 v nápisu u Gválijaru ve střední Indii. Ještě předtím bylo používání symbolu 0 objeveno již v Persii, kde byla zmíněna v Al-Chwárizmího popisu indických čísel. Početné indické dokumenty na měděných deskách ukazují, že číslo 0 už existovala dříve a to někdy kolem 6. století.

### Rozšíření do Evropy

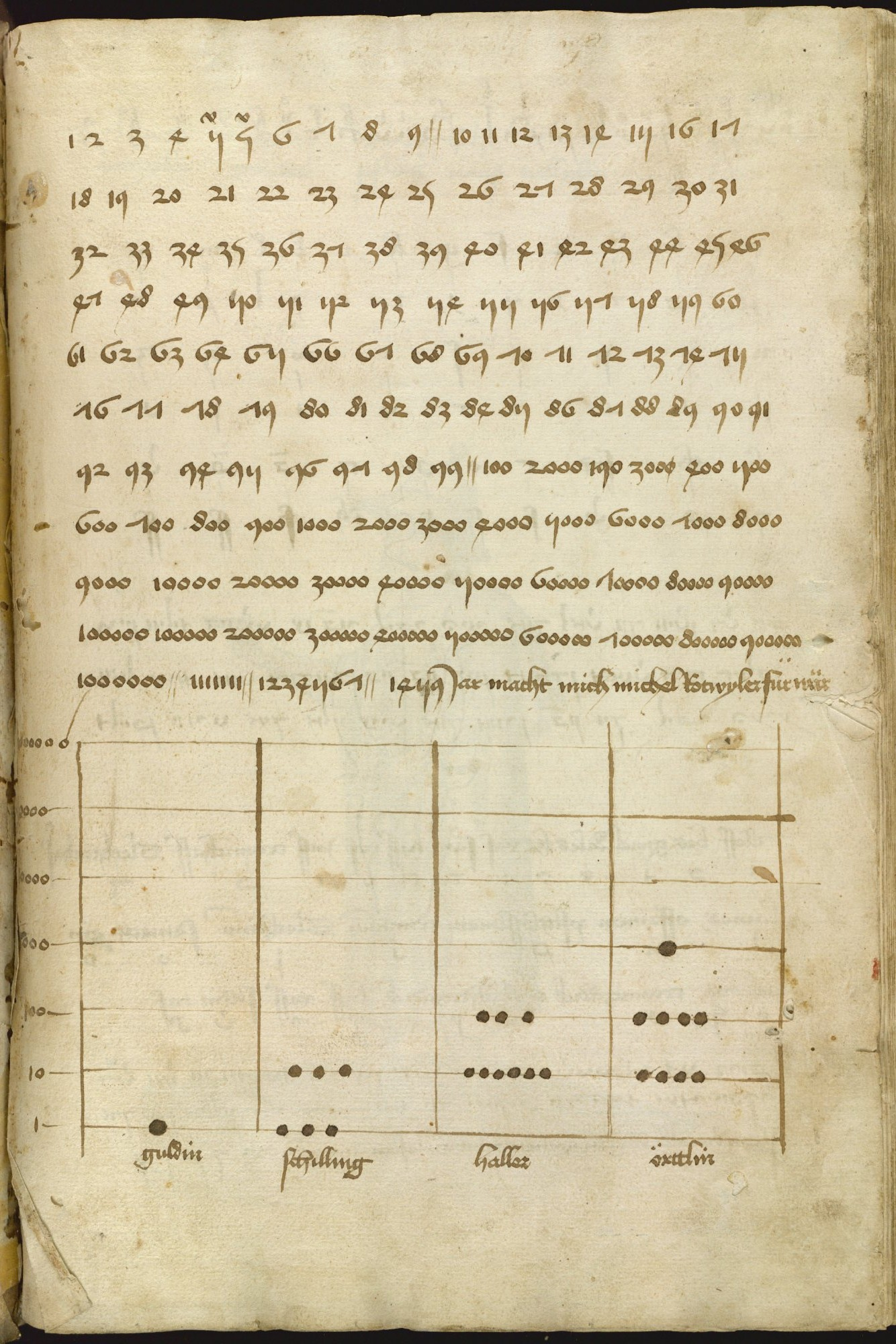
Německý rukopis na stránce, která pojednává o používání arabských číslic (Talhoffer Thott, 1459).

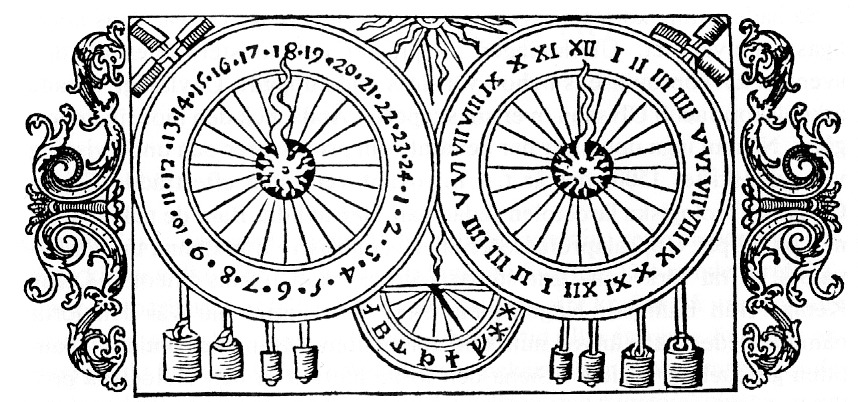
Řezba do dřeva zobrazující orloj v 16. století v katedrále v Uppsale se dvěma ciferníky, kde jeden zobrazuje arabské číslice a druhý římské číslice.

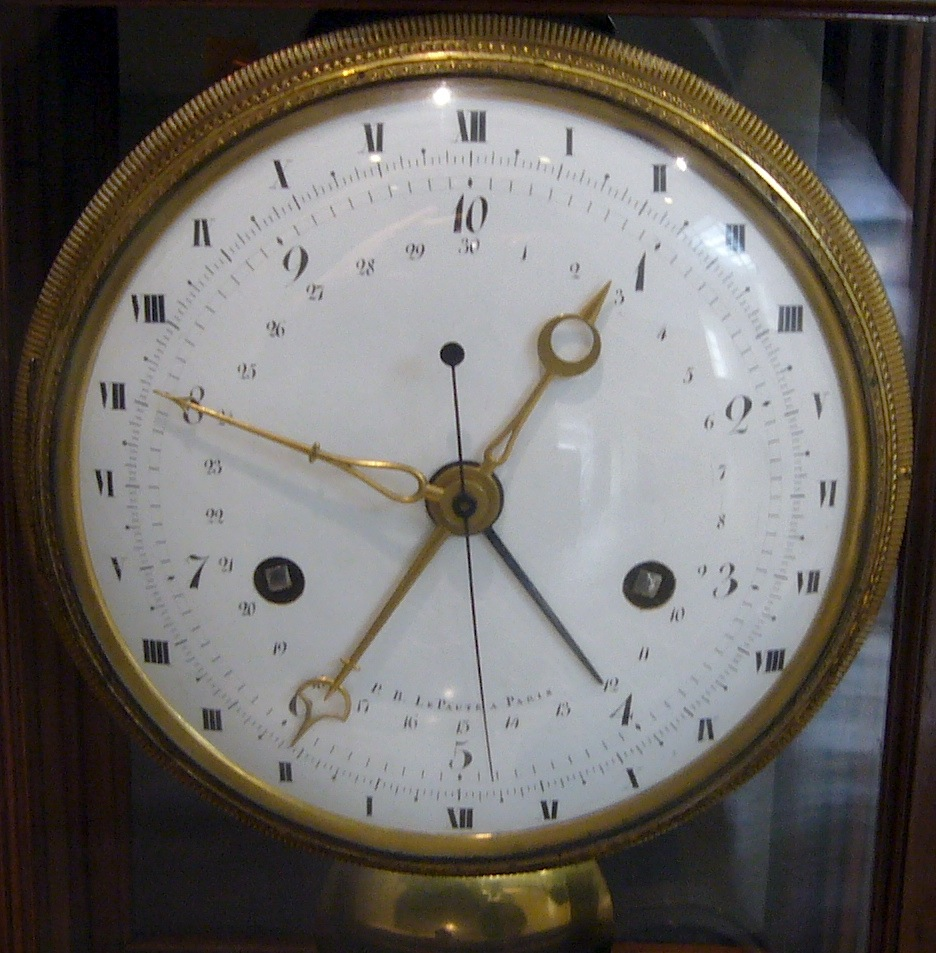
Ciferník desítkové soustavy v období francouzské revoluce ke konci 18. století

V roce 825 Al-Chorezmí napsal pojednání v arabštině, „O počítání s hindskými číslicemi“, které bylo přeloženo do latiny z arabštiny ve 12. století jako „Algoritmi de numero Indorum“.
První zmínky o arabských číslech byly nalezeny na západě Evropy v dokumentech Codex Vigilanus v roce 976. V roce 980 Gerbert z Aurillacu (později papež Silvestr II.) využil své pozice a šířil v Evropě povědomí o arabských číslech. Gerbert z Aurillacu v mládí studoval v Barceloně, takže měl na výklad o arabských číslech dostatečné vzdělání.
Středověký matematik Leonardo Fibonacci, který se narodil v Pise a studoval v Bidžáji v Alžírsku, podporoval šíření vědomostí o indické číselné soustavě svou knihou Liber Abaci, kterou napsal v roce 1202, čímž arabské číslice v Evropě zpopularizoval. Evropané začali arabské číslice využívat více než římské číslice (které do té doby převládaly), protože byly jednodušší na psaní a lépe se s nimi počítalo.

### Rozšíření do Ruska
Systém číslic v cyrilici používali jižní a východní Slované. Tento systém byl používán v Rusku až do počátku 18. století, kdy ho Petr I. Veliký nahradil arabskými číslicemi.

### Rozšíření do Číny
Během vlád dynastií Ming a Čching (když byly arabské číslice poprvé představeny v Číně) někteří čínští matematici používali v číselné soustavě čínské číslice. Po dynastii Čching byly jak čínské znaky, tak i číslice ve všech matematických spisech nahrazeny arabskými číslicemi.